# Et'hem Bey-moskee
De Et'hem Bey-moskee (Albanees: Xhamia e Et'hem Beut) is een moskee aan het Skanderbegplein in het centrum van de Albanese hoofdstad Tirana.

## Geschiedenis
In 1789 begon Molla Bey, de kleinzoon van de vermeende stichter van Tirana Sulejman Pasja, met de bouw van de moskee. Het gebouw werd door zijn zoon Haxhi Et'hem Bey in 1821 afgebouwd. De moskee is een van de oudste gebouwen van Tirana en werd meerdere malen gerestaureerd, onder andere in 1870 en 1985.

## Communistisch Albanië
Tijdens de Tweede Wereldoorlog werd in Tirana hevig gevochten: in het najaar van 1944 wisten de Russen en Albanezen de Duitse bezetters te verdrijven. Hierbij werd de moskee zwaar beschadigd: de minaret werd kapotgeschoten en delen van het interieur verbrandden. Na de oorlog werd de moskee door de nieuwe communistische machthebbers gerestaureerd. Van 1967 tot 1991 was de moskee gesloten, toen secretaris-generaal Enver Hoxha alle religies verbood en Albanië uitriep tot de eerste atheïstische staat ter wereld. Hoewel sommige religieuze gebouwen werden afgebroken, bleven de meeste behouden, zeker de historisch en architectonisch belangrijke gebouwen; er werden alleen geen religieuze bijeenkomsten meer gehouden. In plaats daarvan werden seculiere festivals georganiseerd. De Et'hem Bey-moskee werd omgevormd tot een museum. Op 18 januari 1991 opende de moskee ondanks een verbod van de overheid haar deuren. De politie greep niet in toen honderden moslims de eerste gebedsdienst in tientallen jaren bijwoonden, gesteund door naar schatting 10 tot 15.000 mensen buiten de moskee.

## Architectuur
De toegang (portico) is omgeven door 15 zuilen, die 14 bogen dragen. De bogen zijn versierd met stillevens van planten in frescotechniek. Deze plantmotieven in arabeskvorm komen terug in het interieur van de moskee. De gebedsruimte is voorzien van een koepeldak. Rechts van de gebedsnis (mihrab) in de qiblamuur bevindt zich het preekgestoelte (minbar).
De minaret, de toren van de moskee, is versierd met in steen uitgevoerde plantmotieven. De elegante veelhoekige toren staat op een vierkante basis, een vorm die weinig voorkomt in de islamitische bouwkunst; meestal zijn minaretten rond of vierkant.

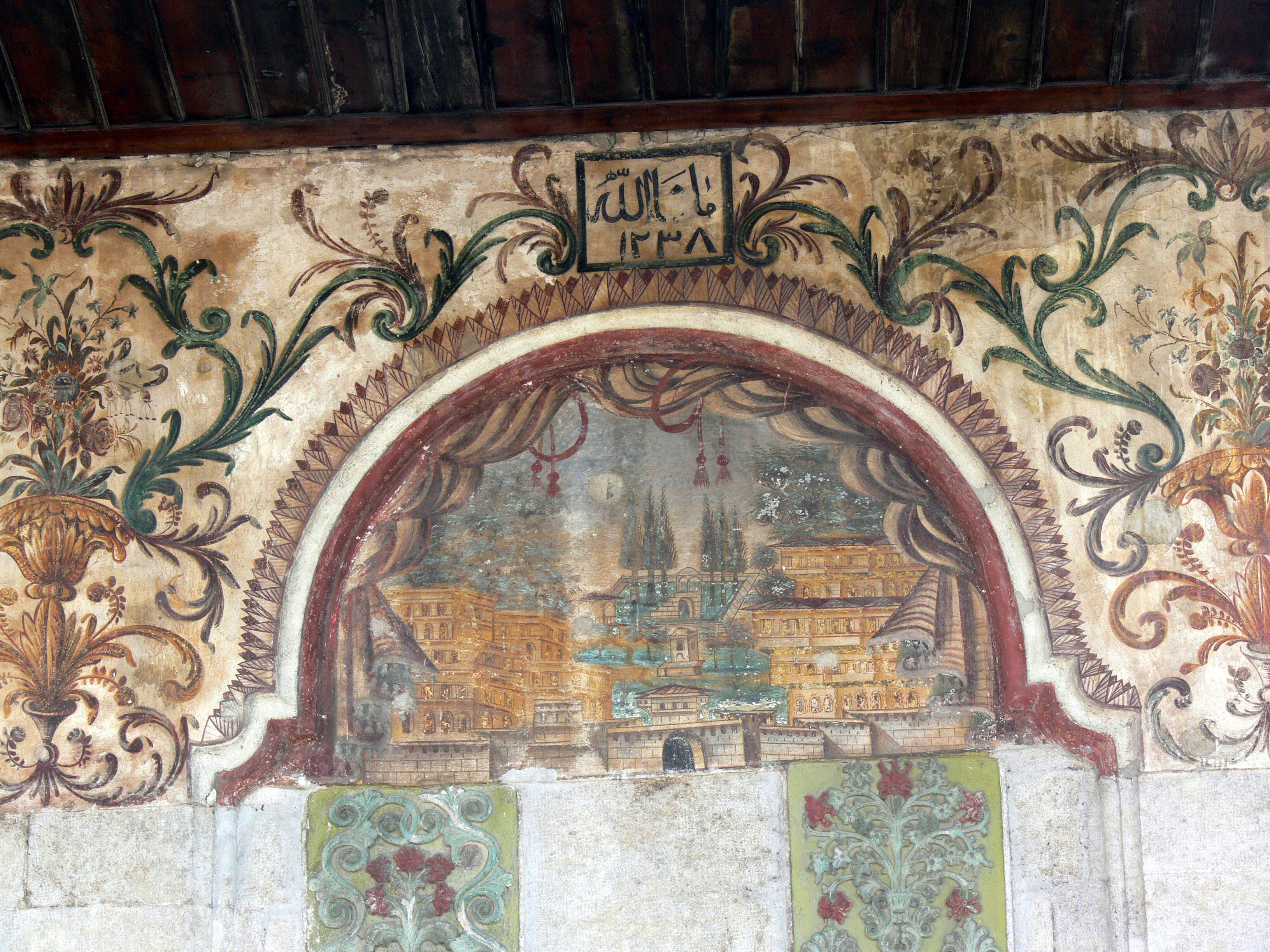
De boog boven de ingang
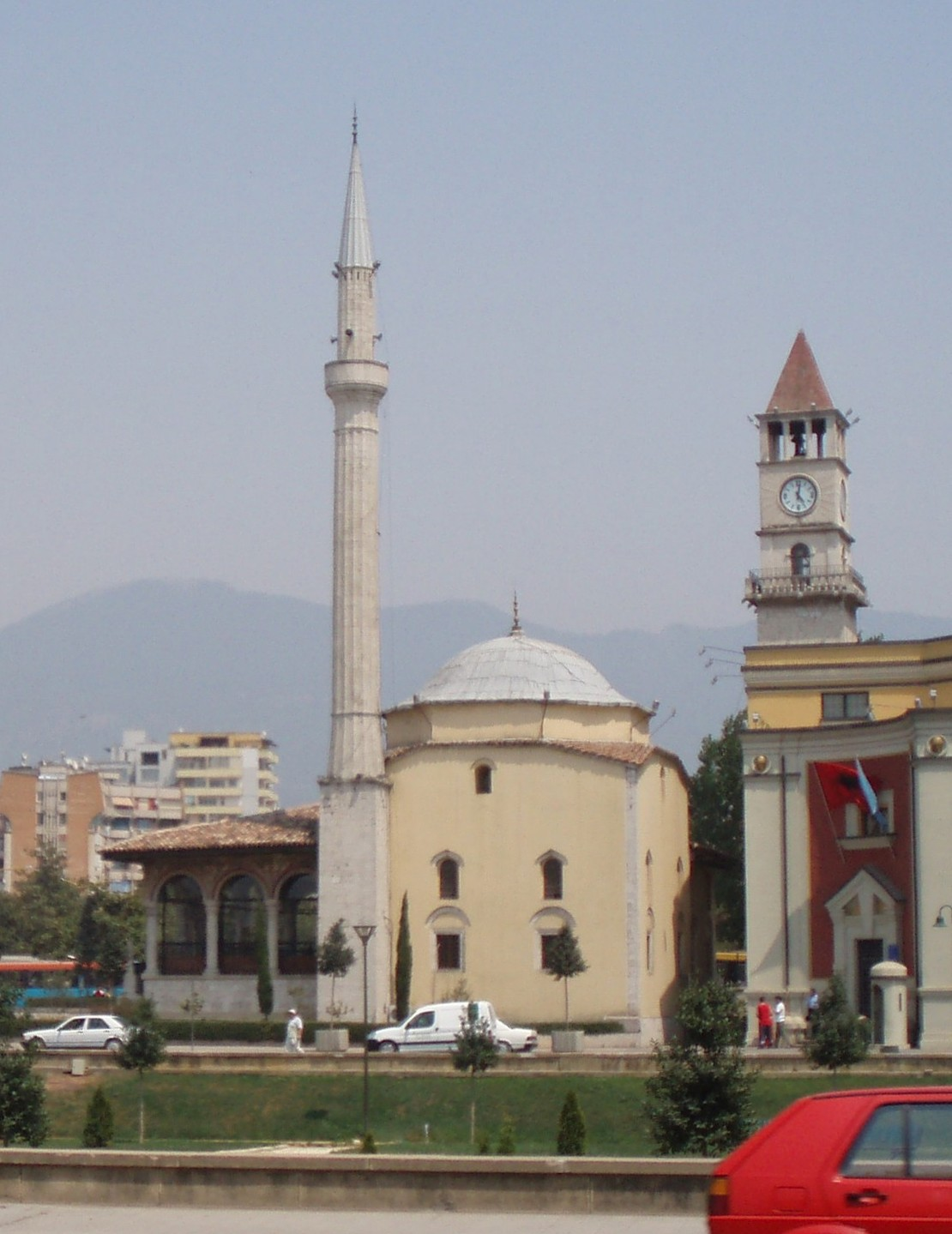
De minaret van de moskee
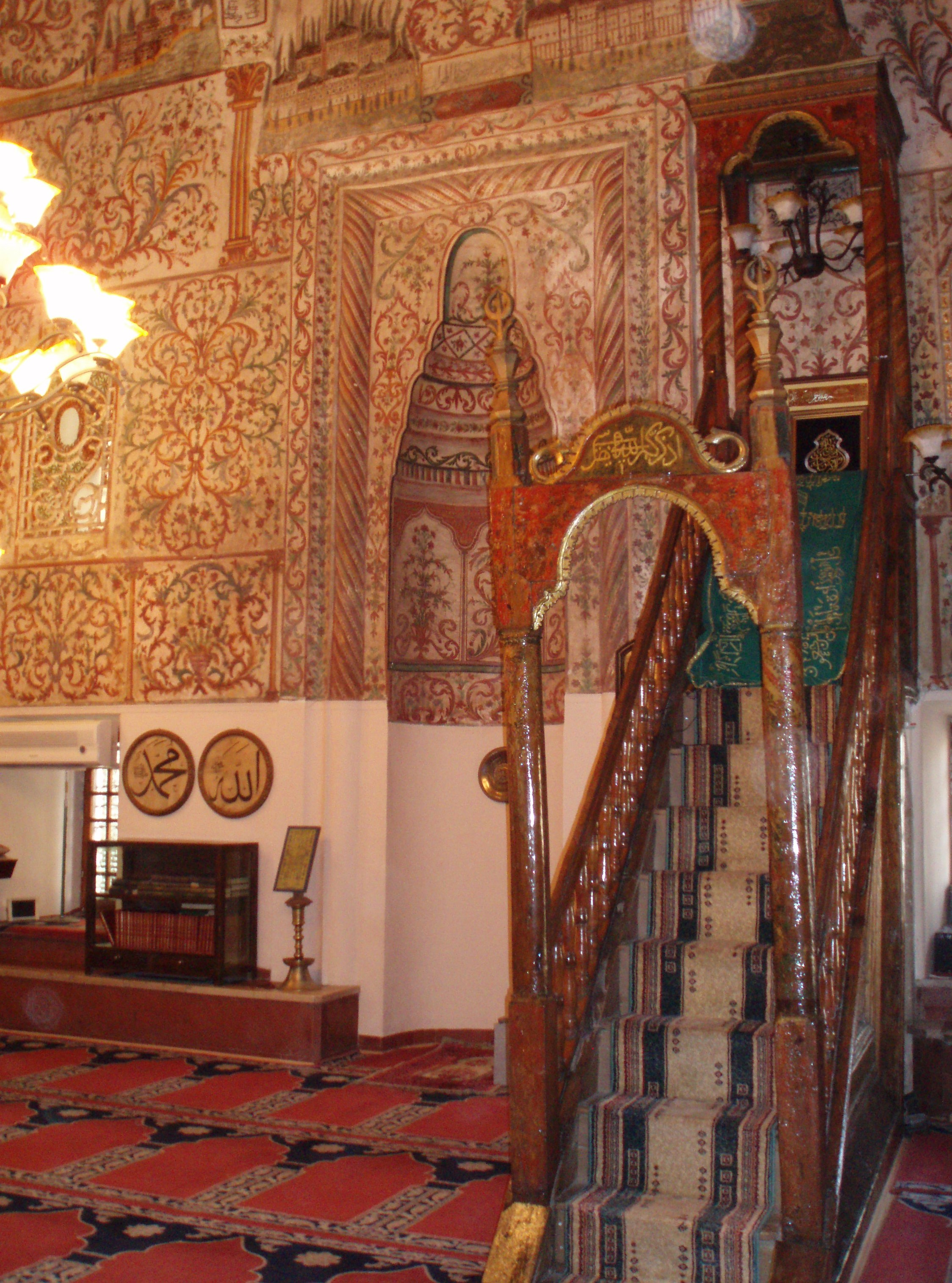
Mihrab en minbar
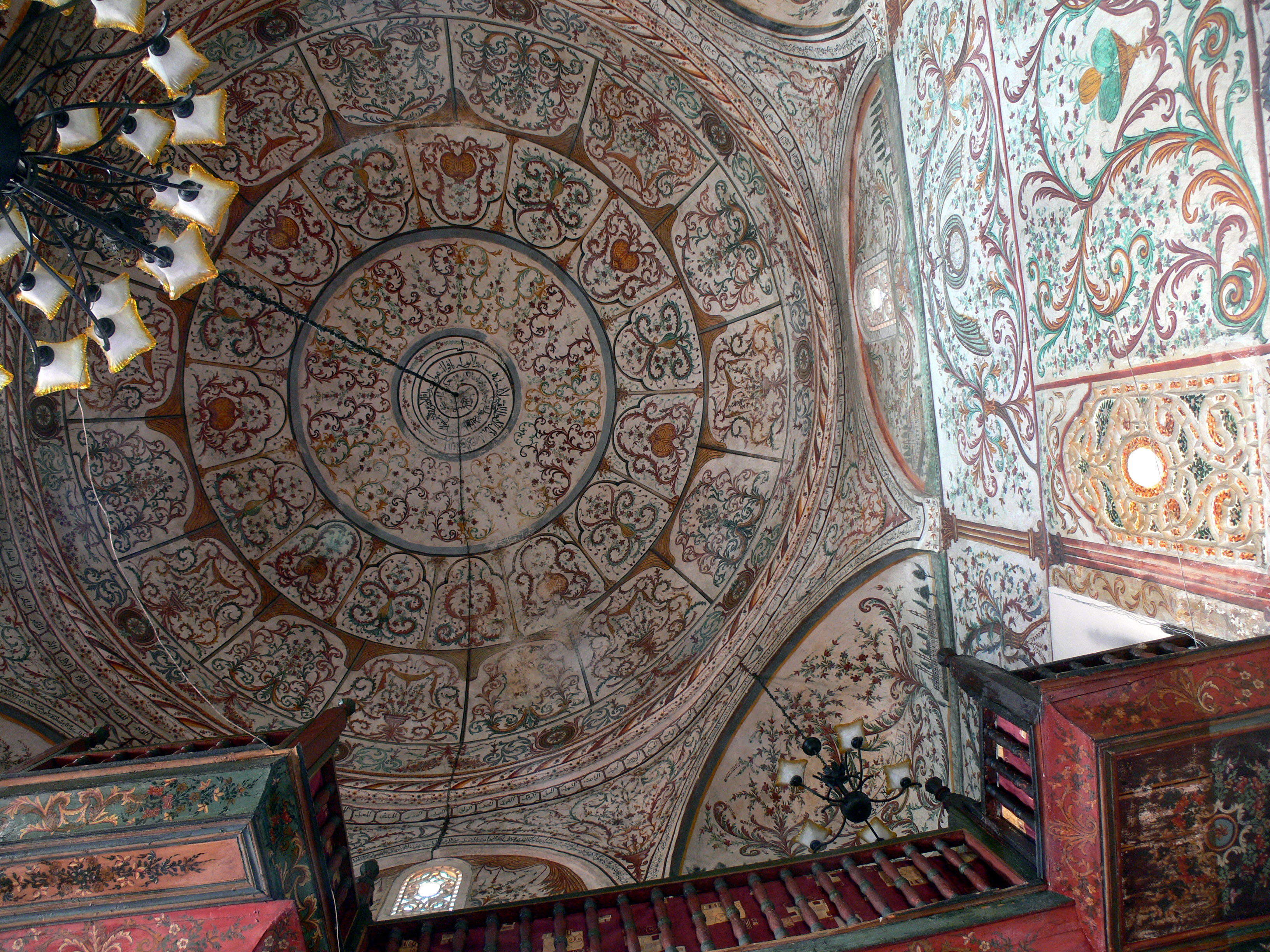
De koepel